# Kanton Osterburg

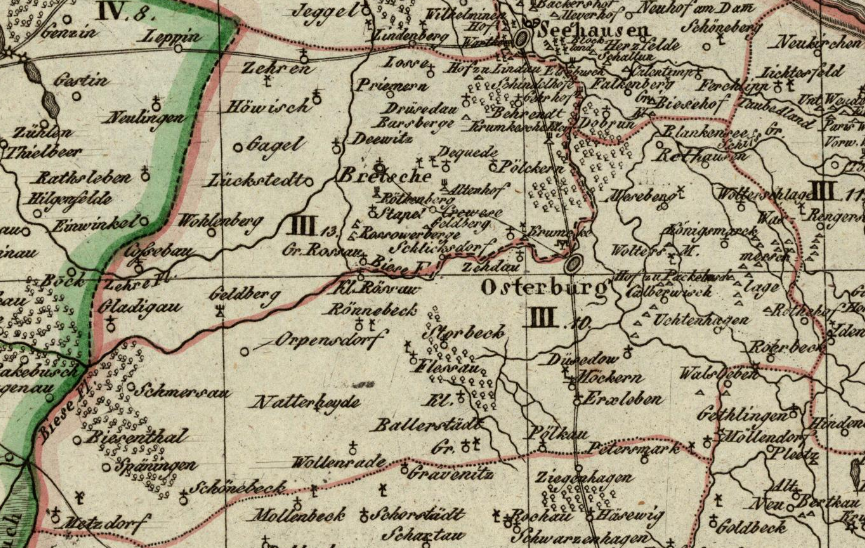
Der Kanton Osterburg (III.10) im Distrikt Stendal des Departement der Elbe

Der Kanton Osterburg (auch Canton Osterburg) war eine Verwaltungseinheit des Königreichs Westphalen. Er entstand um/vor 1809 aus der Vereinigung der 1807 gebildeten, bisherigen Kantone Osterburg (Land) und Osterburg (Stadt) und bestand bis zur Auflösung des Königreichs Westphalen im Oktober des Jahres 1813. Er gehörte nach der Verwaltungsgliederung des Königreichs zum Distrikt Stendal des Departement der Elbe. Kantonshauptort (chef-lieu) war Osterburg (Altmark) im Landkreis Stendal (Sachsen-Anhalt).

## Geschichte
1807 musste Preußen im Frieden von Tilsit unter anderen Gebieten auch auf die Altmark und das Herzogtum Magdeburg zugunsten des in diesem Jahr neu gegründeten Königreichs Westphalen verzichten. Aus diesen Gebieten und kleineren, vom Königreich Sachsen abgetretenen Gebieten wurde das Departement der Elbe gebildet, das sich in vier Distrikte (Magdeburg, Neuhaldensleben, Stendal und Salzwedel) gliederte. Der Distrikt Stendal untergliederte sich weiter in 13 Kantone (cantons), darunter die Kantone Osterburg (Stadt) und Osterburg-(Land). Zu einem nicht genau bekannten Zeitpunkt (um/vor 1809) wurden die beiden Kantone zu einem neuen Kanton Osterburg vereinigt. Die General-Charte von dem Königreiche Westphalen von Karl Ferdinand Weiland von 1809 zeigt bereits den Kanton Osterburg. Er umfasste nach der Vereinigung der Kantone 13 Gemeinden:
- Osterburg
- Möllendorf, Dorf mit Düsedau (Diesedow), Dorf und Calberwisch
- Uchtenhagen, Dorf, mit Rohrbeck
- Möckern, Dorf, mit Polkau und  Erxleben
- Groß Ballerstedt (Groß Ballerstädt), Dorf mit Klein Ballerstedt (Klein Ballerstädt)
- Flessau, Dorf, mit Storbeck und Wollenrade
- Meßdorf, Dorf, mit Schönebeck
- Späningen (Spanningen), Dorf mit Natterheide
- Schmersau, Dorf mit Biesenthal (Bisenthal) und Orpensdorf (Oppendorf)
- Rönnebeck, Dorf, mit Klein Rossau (Klein Rößau)
- Osterburg, Kantonshauptort (chef-lieu) mit Zedau (Zehdau)
- Königsmark, Dorf, mit Hof zu Packebusch (Packabusch)
- Wolterslage (Wolterschlage), Dorf, mit dem Weiler Wasmerslage (Wasmerschlage) und dem Haus Woltersmühle (nicht sicher identifiziert, vermutlich Wohnplatz Meierbusch)
- Meseberg, Dorf, mit den Meiereien Rethhausen und Blankensee

Der Kanton hatte 1813 eine Fläche von 3,75 Quadratmeilen und 5.480 Einwohner. Kantonmaire war ein Herr von Bock. Friedrich Justin Bertuch gibt die Einwohnerzahl für 1811 mit 5.358 an, ebenso das Hof- und Staatshandbuch von 1811. Nach dem Königlich Westphälischer Hof- und Staats-Kalender von 1812 hatte der Kanton 5.480 Einwohner.
Mit dem Zerfall des Königreichs Westphalen nach der Völkerschlacht bei Leipzig wurde die vorherige preußische Verwaltungsgliederung wieder hergestellt. In der Kreisreform von 1816 kam das Gebiet des Kantons Osterburg zum neu gebildeten Kreis Osterburg.